# 聖匝加
教宗聖匝加（拉丁語：Sanctus Zacharias PP.；？—752年）原名Zacharias son of Polichronius。他於741年12月3日至752年3月15日在位為教宗。
751年，教宗匝加利亚派总主教為加洛林王朝的丕平三世加冕。這意味着世俗政權需要來自教宗的批准。這一事件為後來神權與君權的鬥爭留下了爭執的根源。
教宗匝加利亚致力罗马的基督教化，他在彌涅耳瓦神古廟的基礎上建神廟遺址聖母堂，教堂現位於在萬神廟附近；此外他又重修拉特朗大殿，把聖治的遺骸移到維拉布洛聖喬治聖殿。

## 译名列表
- ：思高本圣经作匝加利亞。
- ：香港天主教教區檔案　歷任教宗作。